# Listă de dramaturgi sârbi
Aceasta este o listă de dramaturgi sârbi în ordine alfabetică:

## B
- Matija Ban
- Isidora Bjelica
- Dragomir Brzak
- Ljubinka Bobić

## C
- Miloš Cvetić
- Ivo Ćipiko

## D
- Filip David
- Mladen Dražetin
- Aleksandar Đuričić

## G
- Milovan Glišić

## I
- Branislava Ilić
- Dragutin Ilić

## J
- Đura Jakšić
- Zorica Jevremović
- Goran Jevtić (actor)
- Vojislav Jovanović Marambo
- Aleksandar Jugović

## K
- Nikola Kokotović
- Lazar Komarčić
- Dušan Kovačević
- Siniša Kovačević
- Zdravko Krstanović

## L
- Ana Lasić
- Branislav Lečić

## M
- Georgije Magarašević
- Miki Manojlović
- Todor Manojlović
- Igor Marojević
- Massuka Živojinović
- Vladan Matijević
- Borislav Mihajlović Mihiz
- Gordan Mihić
- Milan Milišić
- Đorđe Milosavljević
- Sima Milutinović Sarajlija
- Mir-Jam

## N
- Aleksandar Novaković
- Miodrag Novaković
- Branislav Nušić

## O
- Vida Ognjenović

## P
- Milorad Pavić
- Radoslav Pavlović
- Borislav Pekić
- Vesna Perić
- Bratislav Petković
- Zoran Petrović
- Branislav Pipović
- Aleksandar Popović
- Danko Popović
- Jovan Sterija Popović

## S
- Uglješa Šajtinac
- Slobodan Selenić
- Zoran Spasojević
- Biljana Srbljanović
- Stojan Srdić
- Zoran Stefanović
- Radosav Stojanović
- Maša Stokić
- Mira Stupica

## T
- Ljuba Tadić
- Jasmina Tešanović
- Toma Smiljanić-Bradina
- Mira Trailović

## U
- Pavle Ugrinov

## V
- Dušan Vasiljev
- Svetlana Velmar-Janković
- Vladimir Velmar-Janković
- Milovan Vitezović
- Svetozar Vlajković

## Z
- Božidar Zečević
- Stevo Žigon

## Vezi și
- Listă de piese de teatru sârbe
- Listă de scriitori sârbi
- Listă de dramaturgi